# 127-es busz (Budapest)
A budapesti 127-es jelzésű autóbusz a Móricz Zsigmond körtér és a Gellért-hegy között közlekedett. A járatot a Budapesti Közlekedési Vállalat üzemeltette.

## Története
1989. március 1-jén 127-es jelzéssel indítottak új járatot a Móricz Zsigmond körtér és a Gellért-hegy között körforgalomban. 1995. május 12-én megszűnt.

## Útvonala
| Móricz Zsigmond körtér → Gellért-hegy → Móricz Zsigmond körtér |
| --- |
| Móricz Zsigmond körtér (Villányi út) vá. – Villányi út – Alsóhegy utca – Hegyalja út – Sánc utca – Szirtes út – Kelenhegyi út – Somlói út – Szüret utca – Villányi út – Móricz Zsigmond körtér (Villányi út) vá. |

## Megállóhelyei
| 0  | Móricz Zsigmond körtér (Villányi út) végállomás |                                                                                  |
| 2  | Szüret utca                                     | 27, 40 61                                                                        |
| 3  | Alsóhegy utca                                   | 12, 40 61                                                                        |
| 5  | Harkály utca                                    |                                                                                  |
| 6  | Sánc utca                                       | 8, 8A, 78, 112                                                                   |
| 8  | Szirtes út                                      |                                                                                  |
| 10 | Kelenhegyi út                                   | 27                                                                               |
| 11 | Somlói út                                       |                                                                                  |
| 12 | Ménesi út                                       | 27                                                                               |
| 13 | Villányi út                                     | 27, 40 61                                                                        |
| 15 | Móricz Zsigmond körtér (Villányi út) végállomás | 3, 3, 7, 7A, 7, 10, 10A, 27, 40, 40, 53, 110, 153, 173 6, 18, 19, 41, 47, 49, 61 |